# 1949年霍伊特地震
1949年霍伊特地震，是当地时间1949年7月10日发生于苏联塔吉克苏维埃社会主义共和国格姆州霍伊特镇附近的一场地震，震中位于北纬39.174度，东经70.891度。本次地震震级为7.5级，震源深度18千米。

## 地质背景
喜马拉雅山脉沿线地震活动主要由印度板块和亚欧板块的碰撞引起，两个板块以40-50mm/yr的相对速度汇聚，使这个地区成为地球上最具地震危险性的地区之一。塔吉克斯坦地区位于喜马拉雅弧北端，紧邻帕米尔－兴都库什地震带（中国称南天山地震带）。本次地震发生在天山南缘的一个复杂构造区，天山南缘存在右旋走滑断裂。沿塔吉克盆地的吉斯萨尔－科克沙尔断裂带南端存在逆冲作用。帕米尔高原同时对塔吉克盆地斜向碰撞，形成一系列南北向或西南－东北向的逆冲断层，在中国新疆地区和中亚东部地区挤压形成了盆地和山地地貌。此次地震被认为是瓦赫什逆冲断层运动引起的。有研究者认为塔吉克斯坦乃至整个中亚地区是7.0级以上的地震的重要危险区。

## 震害情况

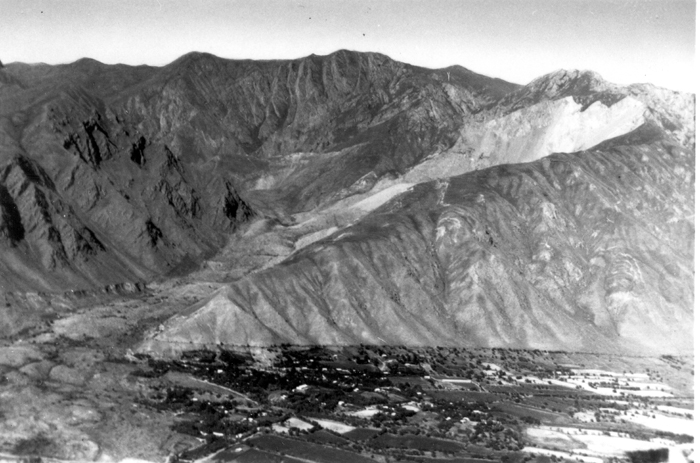
霍伊特山体滑坡的影像。图中为乔拉克山与霍伊特村震后情况。

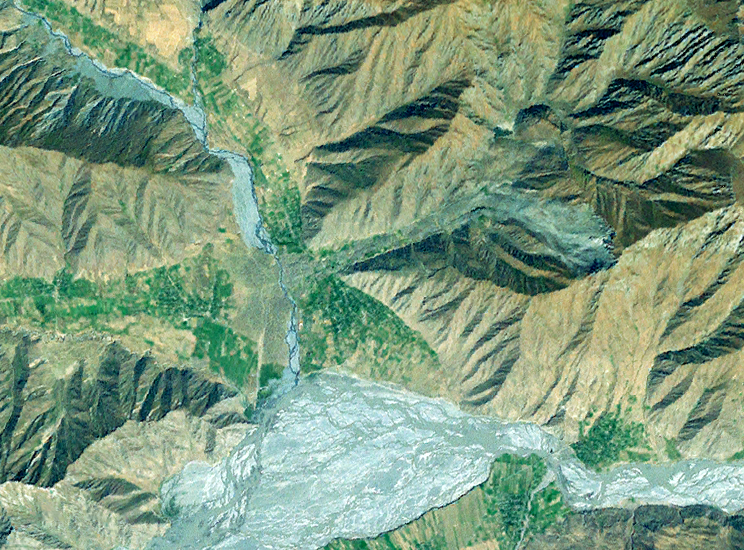
美国国家航空航天局拍摄到的奥比卡布德河两岸卫星图像。

此次地震发生于当地时间1949年7月10日9时53分41秒，发震时为上午时分。苏联方面称，整场地震及震后山体滑坡造成5000－28000人伤亡。美国国家海洋和大气管理局则指，此次地震遇难者约7200人。学者S·G·埃文斯的研究指，根据受影响居民点的规模和可能的人口密度，地震估计有7200人死亡，其中约800人是因霍伊特山体滑坡而罹难的，4000人是因亚斯曼河谷的泥石流而遇难的。比利时天主教鲁汶大学国际灾害数据库表明，这次地震造成3500人死亡。
本次地震极震区内的大多数基什拉克被完全破坏。震区地震感知报告指出，突发的烈震伴随着轰隆巨响、震耳欲聋，山体滑坡卷起的烟尘遮天蔽日，天空顿时漆黑一片。
本次地震引发的霍伊特山体滑坡最初为岩石滑坡，其后逐渐裹挟黄土，最后成为松散黄土构成的大规模黄土滑坡流滑。雅斯曼河谷内居住许多基什拉克人被席卷山谷的黄土掩埋。霍伊特山体滑坡流滑以40米/秒的高速行进，越过河漫滩和西岸河阶地，滑坡体总体积为0.75亿立方米。震中附近的霍伊特镇与希索拉克村几乎被霍伊特山体滑坡完全摧毁。
此外，在极震区的雅斯曼山谷中，流滑自支流河谷而出，汇聚至干流河谷倾泻而下，遮蔽整个山谷，雅斯曼河谷的滑坡长度20千米、宽度1千米。滑坡覆盖面积约24.4平方千米、总体积为2.45亿立方米。奥比卡布德河谷下游和苏尔霍布河谷北侧的基什拉克亦遭破坏。

## 观测研究
据苏联科学院测定，此次地震震级为苏联统一震级7.4级。
美国地质调查局与美国国家海洋和大气管理局合编的《美国地质年刊》指出，此次地震震级为面波震级7.7级，震中位于北纬39.5度、东经70.5度的东塔吉克地区。美国国家海洋和大气管理局国家地球物理数据中心的研究表明，根据地震造成的破坏程度，本次地震烈度为麦加利地震烈度9度。若考虑到地表形变，则这次地震的烈度可达10度。学者杜达与J·休厄林的研究测算，霍伊特地震为浅源地震，震级为面波震级7.6级，震中位于北纬39度、东经70.5度。
另据2013年国际地震中心出版的ISC-GEM目录中，计算此次地震震级为矩震级7.5级。印度地震技术协会则认定，该次地震震级为面波震级7.6级，震中位于北纬39度、东经70.5度的苏联塔日克地区。